# Manikara gonavensis
A Sapotille marrom é uma grande árvore Ericales da família Sapotacea. A espécie é endêmica do Haiti, mais especificamente nas florestas úmidas da ilha La Gônave, onde ocorre em um espaço extremamente diminuto ( não á toa estão em perigo crítico). Vários quesitos contribuem para que a espécie esteja à beira da extinção: degradação de seu ambiente natural, extração de madeira (de um modo geral) e incêndios. Seu tronco pode atingir até um metro de diâmetro. Não existem dados sobre a atual populacão da espécie.